# Ranuccio Farnese (1315-1380)

Stemma Farnese

Ranuccio Farnese (1315 – 1380) è stato un politico italiano.

## Biografia
Era figlio di Nicola Farnese (?-1339 ca.).
Alla morte del fratello Pietro, capitano generale fiorentino, nel 1363, lo sostituì nelle funzioni e venne eletto dal gonfaloniere di Firenze capitano della Repubblica, quando i pisani devastarono la Valdichiana. Ranuccio resistette agli assalti, asserragliato nel castello dell'Ancisa, coadiuvato da Pandolfo II Malatesta, che si era schierato coi fiorentini, ma alla fine si arrese e venne arrestato. Fuggito, si rifugiò in Firenze, dove venne sostituito nella carica da Galeotto Manfredi.

## Discendenza
Sposò Pantasilea Salimbeni nobili di Siena e ebbe numerosi figli:
- Meo (?-dopo 1390)
- Bertoldo (?-dopo 1381)
- Pietro (1350-1415), signore di Montalto
- Nicola (?-1400 ca.)
- Pier Bertoldo
- Ranuccio (?-dopo 1416)
- Angelo
- Giovanni